# Migalastat
Le migalastat est un médicament utilisé dans le traitement de la maladie de Fabry. Il est vendu sous la marque Galafold.

## Mode d'action
Il agit en se fixant à certaines formes de l'enzyme alpha-galactosidase A et en la stabilisant.

## Usage médical
Le migalastat est un médicament utilisé pour traiter la maladie de Fabry. Il n’est utilisé que pour certains types de maladies. Il se prend par voie orale. Le médicament est utilisé chez ceux qui ont au moins 12 ans.

## Effets secondaires
Les effets secondaires du migalastat comprennent des maux de tête, un écoulement nasal, de la fièvre, des nausées ou une infection des voies urinaires ,. La sécurité de ce médicament pendant la grossesse n'est pas claire.

## Histoire
Le migalastat a été approuvé pour un usage médical en Europe en 2016 et aux États-Unis en 2018,. Aux États-Unis, cela coûte environ 315 000 dollars américains par an à partir de 2020. Au Royaume-Uni, ce montant coûte au NHS environ 121 000 livres sterling.